# Eels
Az Eels (stilizált alakjai: eels vagy EELS) egy észak-amerikai rockegyüttes, amelyet Mark Oliver Everett, Hugh Everett III. kvantumfizikus fia, énekes és dalszerző alapított, közismert neve „E”. Az együttes tagjai többször cserélődtek. Everett a kezdetben szólólemezeket készített. Több filmben az Eels számait zenebetétként használták.

## Everett szólólemezei
- A Man Called E (1992)
- Broken Toy Shop (1993)

## Filmek Eels betétdalokkal
- Scream 2,
- American Beauty,
- Holes,
- The Anniversary Party,
- Road Trip,
- Knocked Up,
- Yes Man,
- The End of Violence,
- Hellboy II,
- Hot Fuzz,
- Failure to Launch,
- The Switch
- Shrek I-III
- The Big White

## Diszkográfia
- Beautiful Freak (1996)
- Electro-Shock Blues (1998)
- Daisies of the Galaxy (2000)
- Souljacker (2001)
- Shootenanny! (2003)
- Blinking Lights and Other Revelations (2005)
- Hombre Lobo (2009)
- End Times (2010)
- Tomorrow Morning (2010)

## Fordítás
- Ez a szócikk részben vagy egészben  az   Eels_(band) című angol Wikipédia-szócikk fordításán alapul.  Az eredeti cikk szerkesztőit annak laptörténete sorolja fel. Ez a jelzés csupán a megfogalmazás eredetét és a szerzői jogokat jelzi, nem szolgál a cikkben szereplő információk forrásmegjelöléseként.